# 塔德乌什·柯斯丘什科广场
塔德乌什·柯斯丘什科广场（波蘭語：Plac Tadeusza Kościuszki），原名陶恩钦广场（德语：Tauentzienplatz），是波兰弗罗茨瓦夫的一个代表性的广场，位于旧城区的塔德乌什·柯斯丘什科街（Tadeusza Kościuszki）与希维德尼察街的交汇处。广场的面积约为2公顷。在二战以前，广场名为陶恩钦广场，以纪念普鲁士将军弗里德里希·博吉斯拉夫·冯·陶恩钦（Friedrich Bogislav von Tauentzien），他的陵墓和纪念碑位于广场中央。1807年防御工事拆除后，在这座建筑周围开辟了广场。今天，这里是战斗团结工会广场，安放有民族和社会解放战士纪念石（Kamień pamiątkowy ku czci Bojowników o Wyzwolenie Narodowe i Społeczne）。这个广场被认为是弗罗茨瓦夫最美丽的广场。

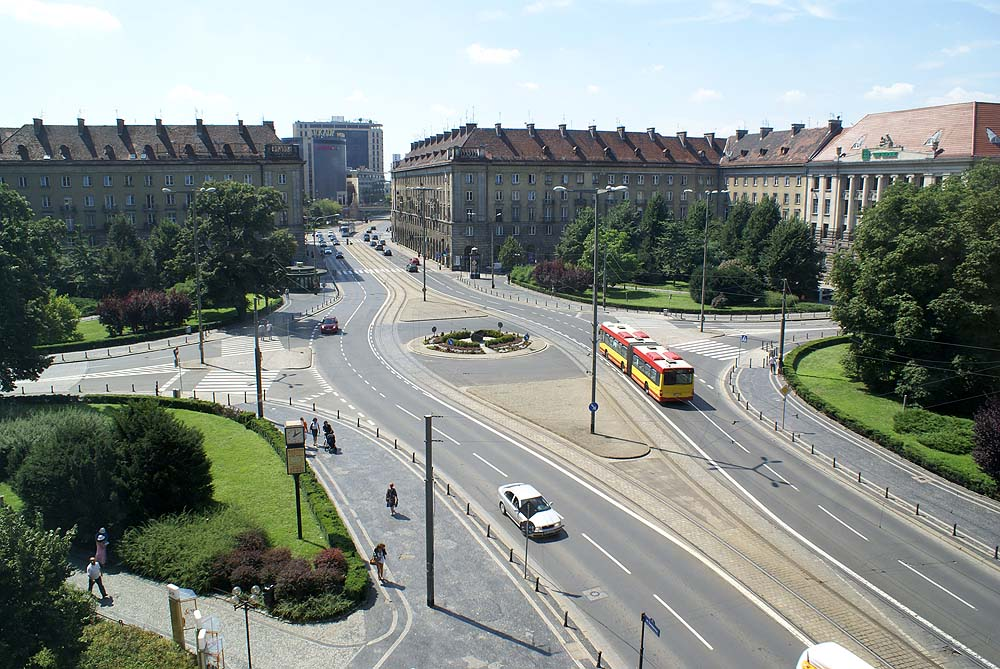
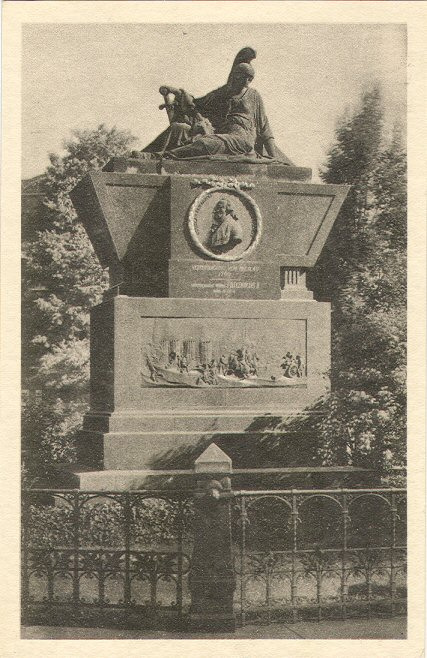
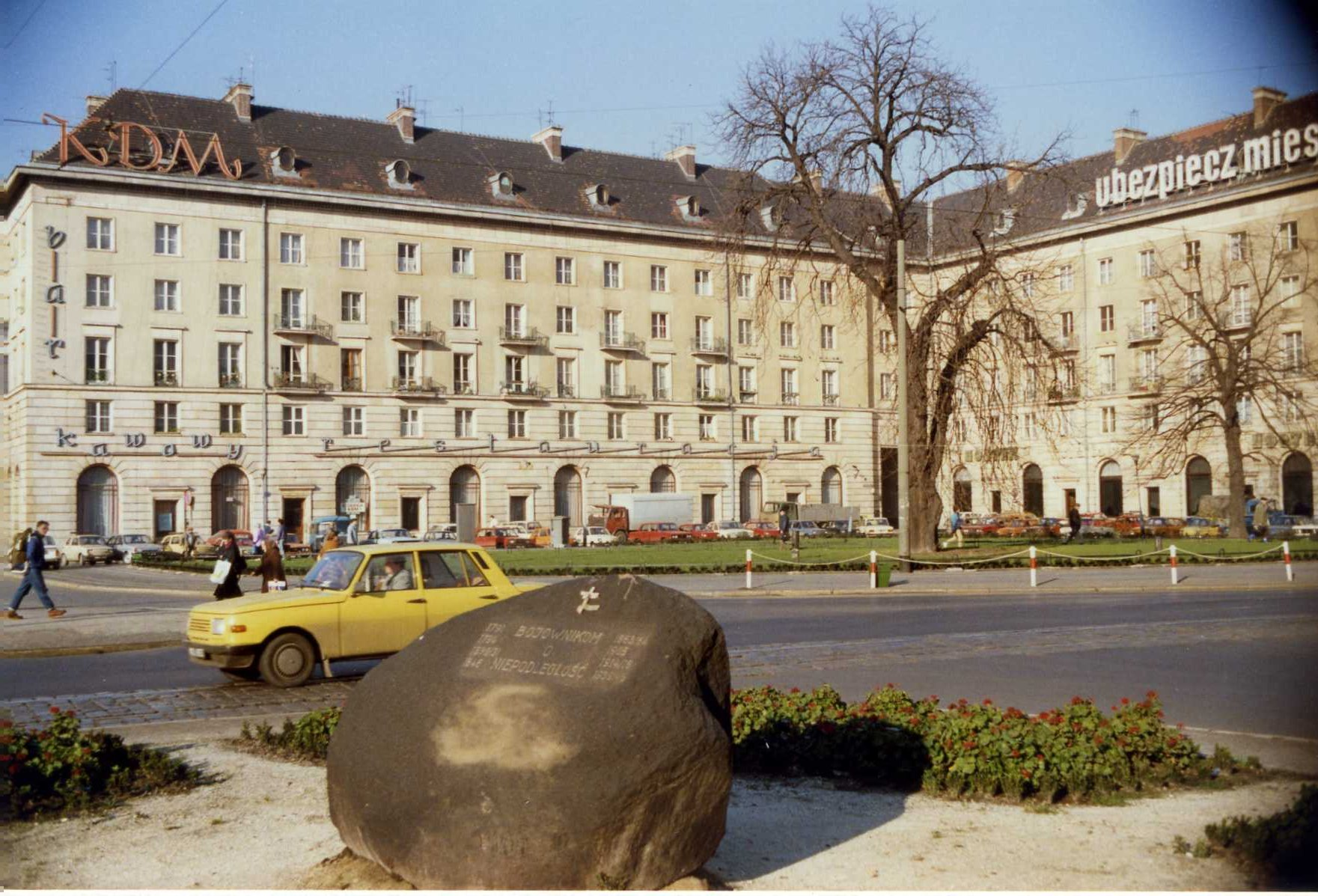
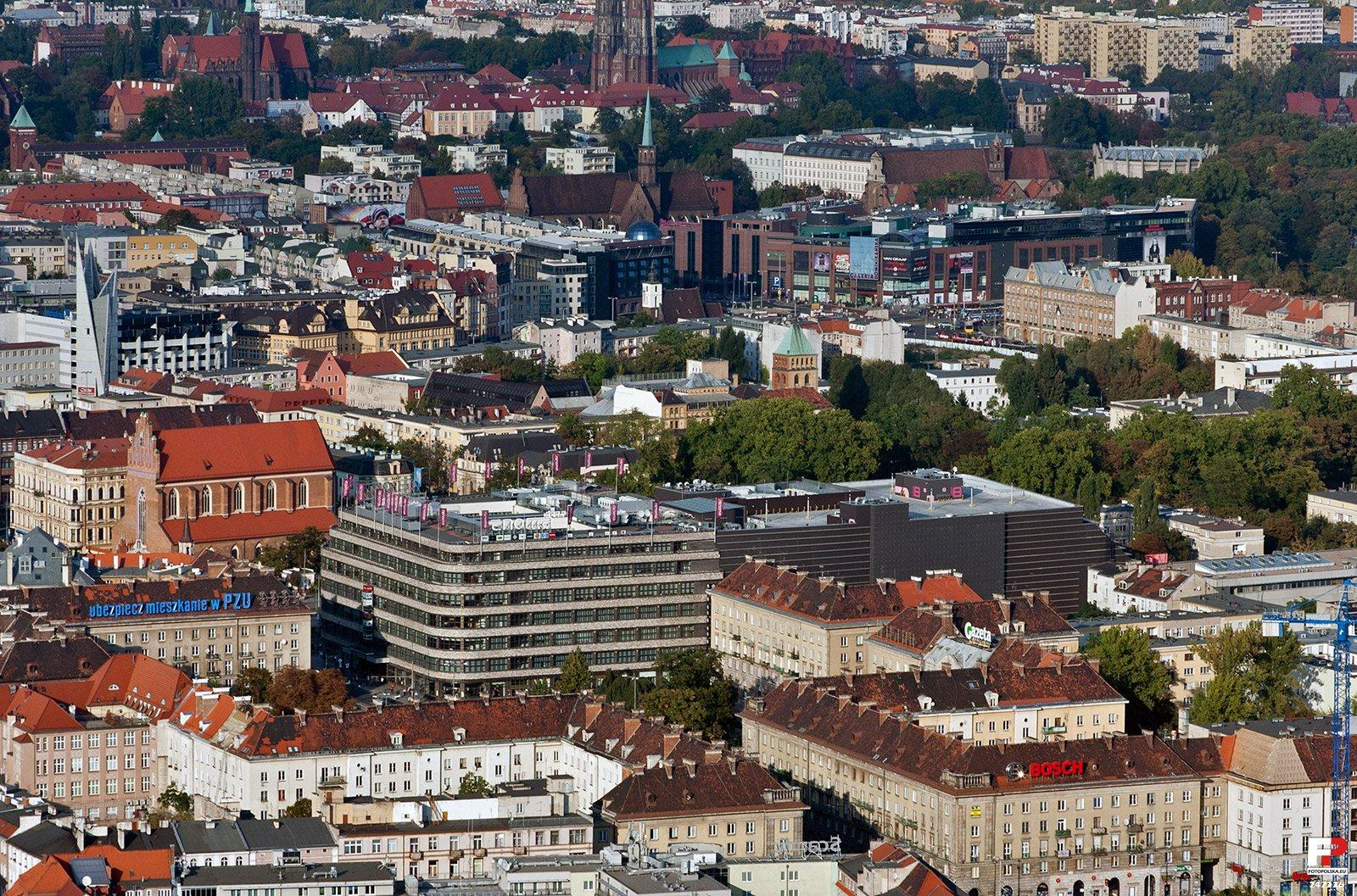
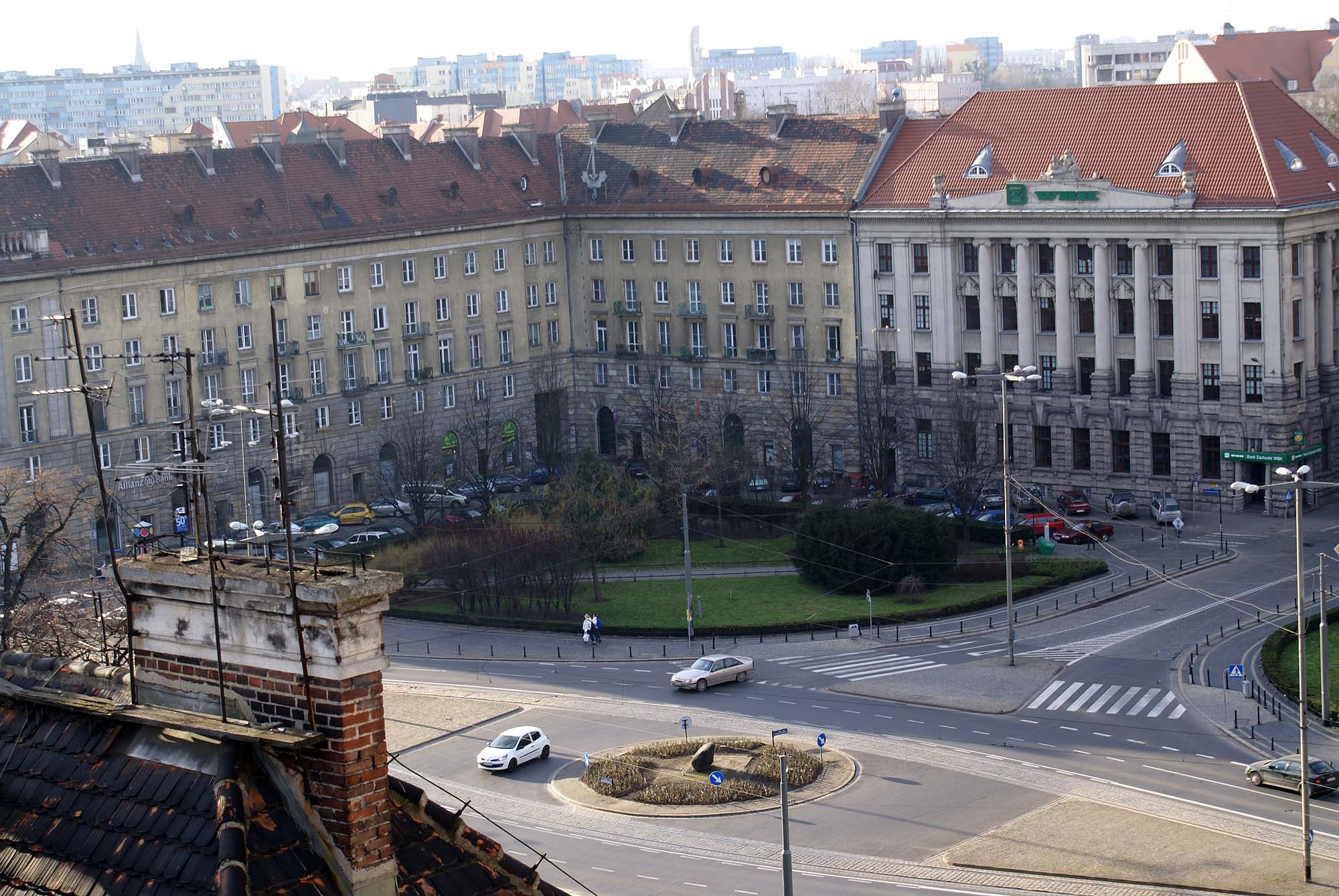
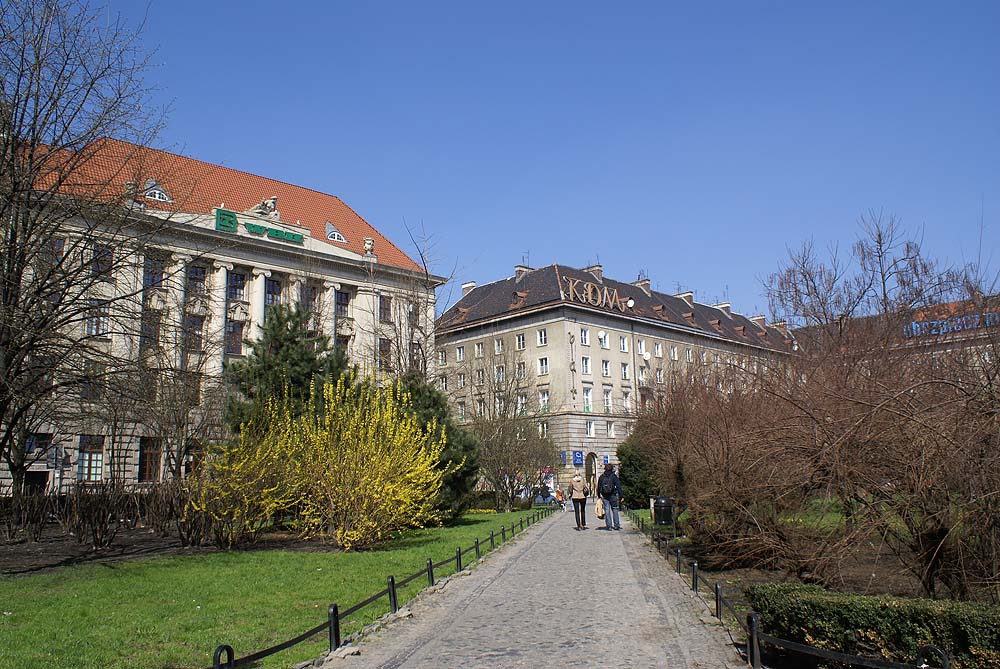
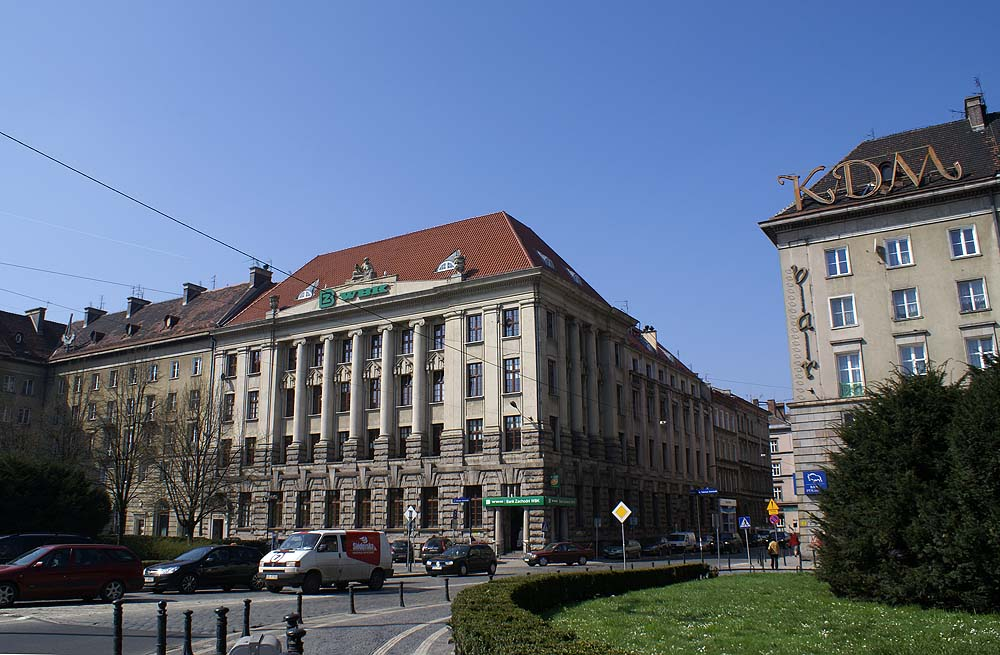
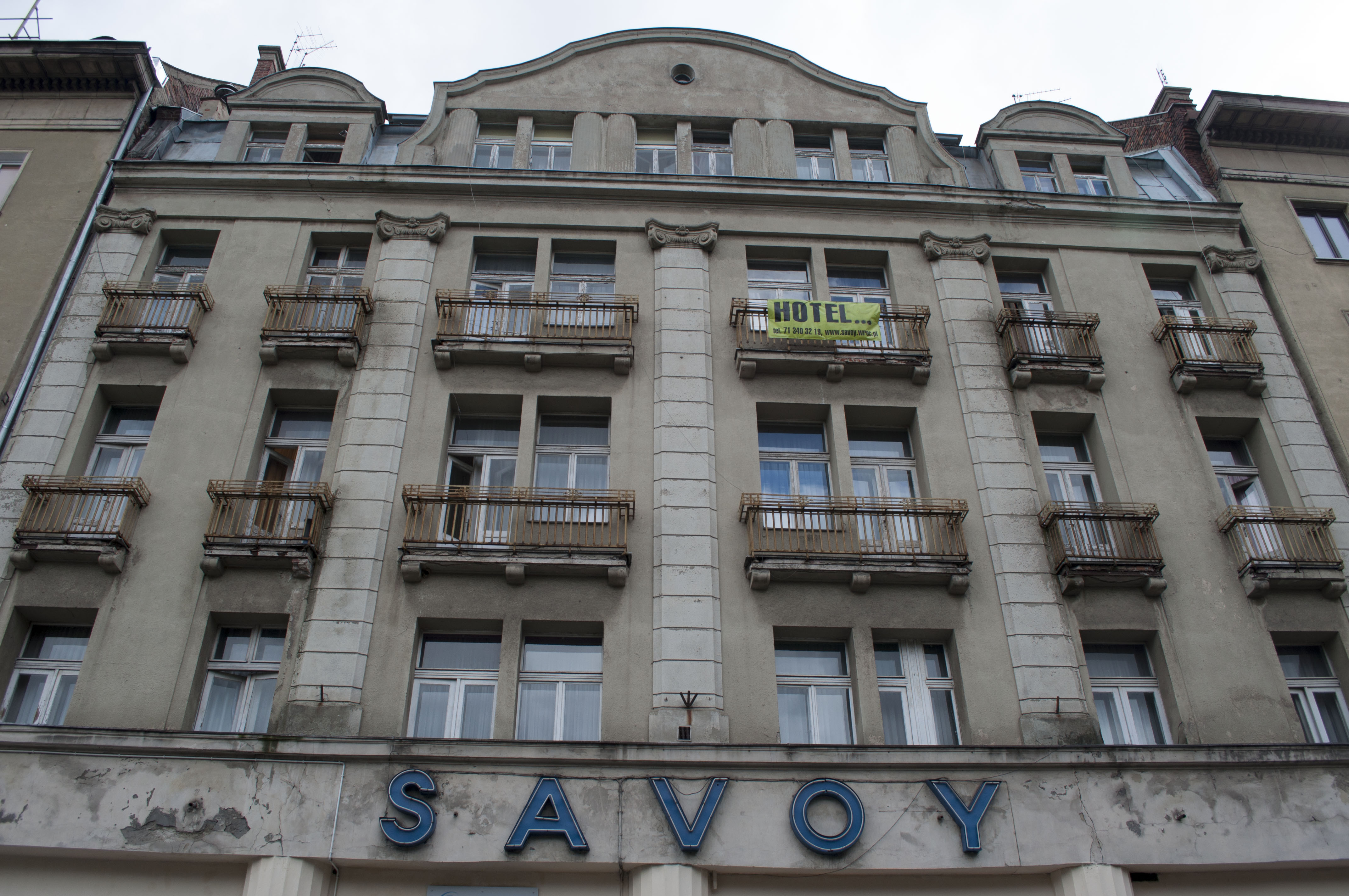
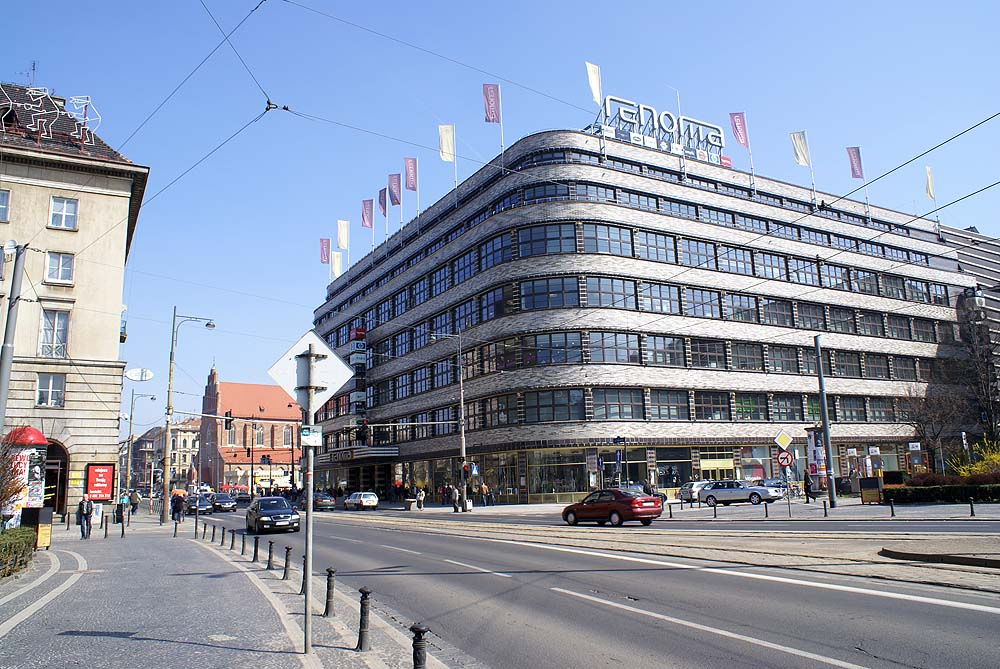
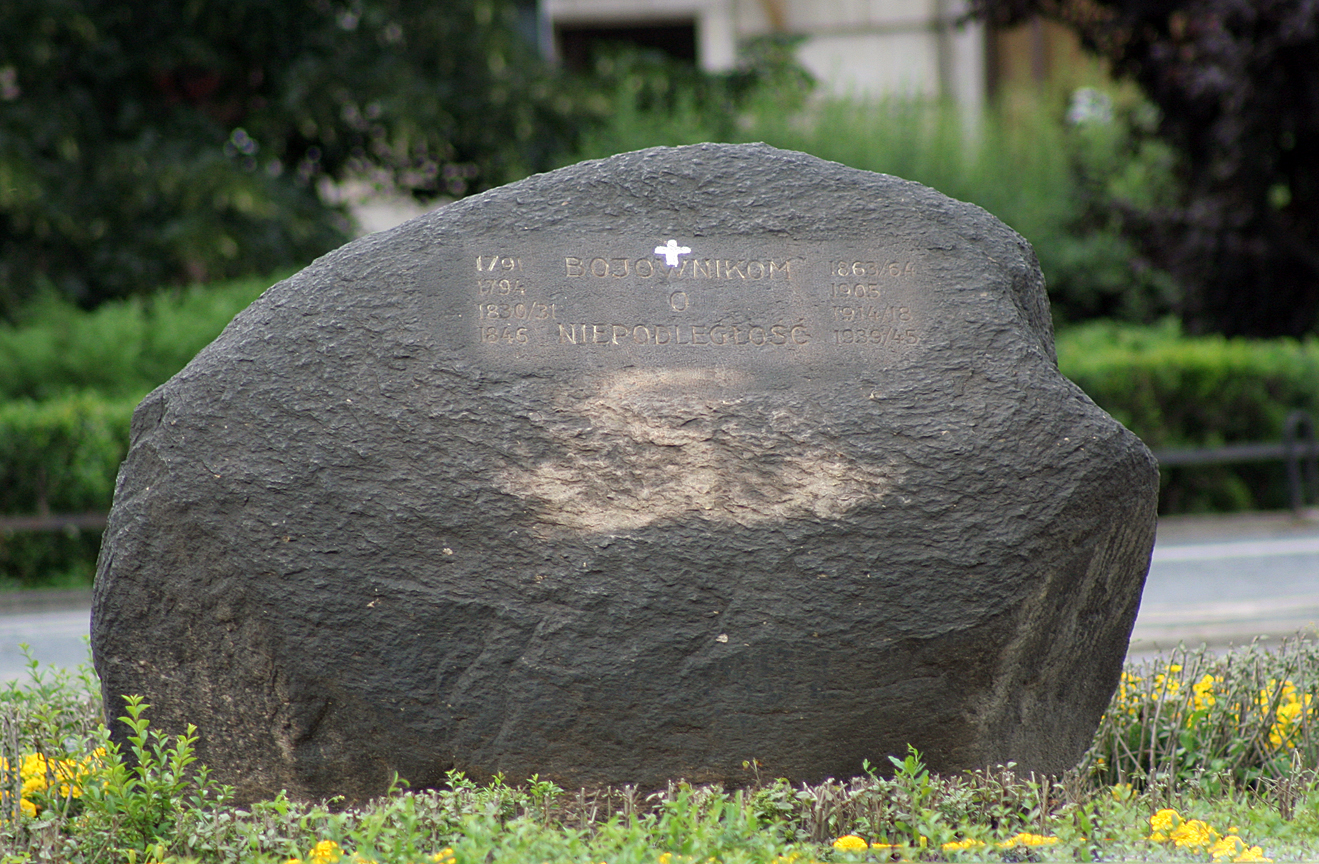
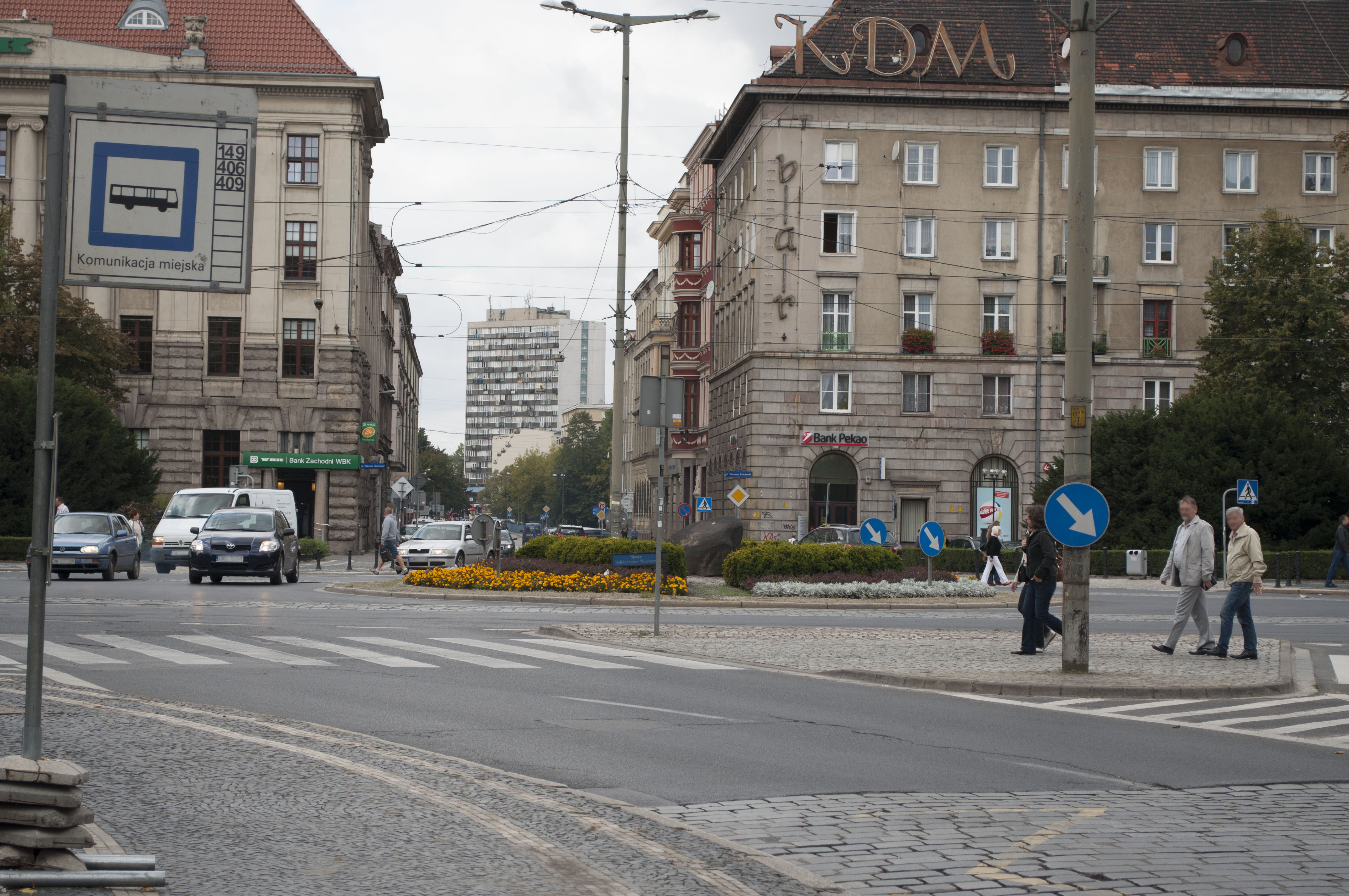